# Зюк
Зюк (крим. Zük) — мис у Криму, найпівнічніша точка Керченського півострова.

## Короткий опис
На мисі проводяться розкопки античного городища — імовірно, Зенонового Херсонеса (грец. Ζήνωνος Χερσόνησος), про який згадує Клавдій Птолемей, (III. 6, 4). До окупації Росією Криму тут був розташований пост спостереження прикордонних військ України. Також на мисі є цвинтар села Курортне.

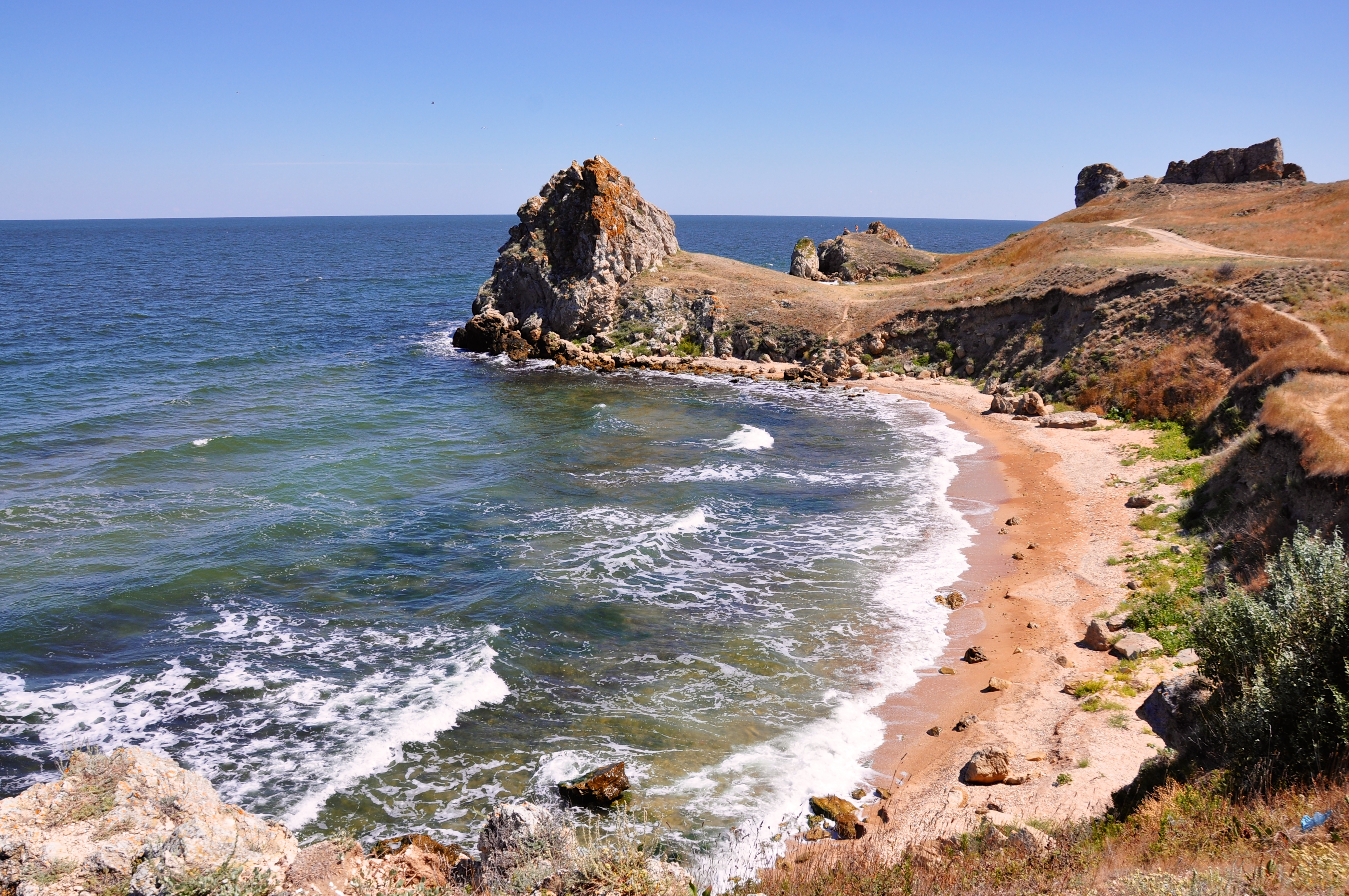
Мис Зюк, західний берег

Мис Зюк, з його мальовничими скупченнями сіруватого керченського вапняку та маленькими «кишеньковими» пляжами, розділяє дві великі бухти — Рифів (на сході) та Морської піхоти (на заході).
На захід від мису розташоване село Курортне (до 1948 р. — Мама Російська) і далі на захід — солоне озеро Чокрак, відокремлене від бухти Морської піхоти піщаним пересипом.